# Miguel Ángel Cabello Almada
Miguel Ángel Cabello Almada (* 4. September 1965 in Piribebuy, Departamento Cordillera) ist ein paraguayischer römisch-katholischer Geistlicher und ernannter Bischof von Villarrica del Espíritu Santo.

## Leben
Miguel Ángel Cabello Almada empfing am 15. September 1991 das Sakrament der Priesterweihe.
Am 11. Juli 2013 ernannte ihn Papst Franziskus zum Bischof von Concepción. Der Bischof von Caacupé, Catalino Claudio Giménez Medina, spendete ihm am 15. September desselben Jahres die Bischofsweihe; Mitkonsekratoren waren der emeritierte Bischof von Concepción, Zacarías Ortiz Rolón SDB, und der Bischof von Coronel Oviedo, Juan Bautista Gavilán Velásquez. Die Amtseinführung fand am 22. September 2013 statt.
Am 5. Dezember 2024 ernannte ihn Papst Franziskus zum Bischof von Villarrica del Espíritu Santo.